# Мики, Синъитиро
Синъитиро Мики (яп. 三木 眞一郎 Мики Синъитиро:, род. 18 марта 1968, Токио) — японский сэйю, член 81 Produce.
Мики больше всего известен ролями Кодзиро (Джеймса) («Покемон»), Такуми Фудзивары (Initial D), Кискэ Урахары (Bleach), Инферно (Beast Wars) и Акиры Юки (Virtua Fighter). Мики состоит в квартете сэйю Weiss, в составе которого озвучивал Кудо Ёдзи в аниме Weiss Kreuz. Кроме того, он единственный член Weiss, который не озвучил ни одного персонажа из аниме-сериалов Mobile Suit Gundam SEED и «Евангелион».
Согласно опросу Anime News Network весны 2007 года, Мики, набрав более чем 230 голосов, занял третье место среди самых востребованных сэйю, его опередили лишь Такэхито Коясу и Мэгуми Хаясибара. Мики — близкий друг сэйю Кэйдзи Фудзивары, которому он дал прозвище «Кей». Женился в 2002 году. В октябре 2006 года сообщил о рождении первого ребёнка.

## Обзор деятельности
Репертуар Мики разносторонен, он озвучивал, как животных (Чаризард/Лизардон, Старю), злодеев (Аластор, Инферно), статных личностей (Аллен Шезар, Ёдзи Кудо), так и персонажей с остроумным (Кодзиро, Кисукэ), спокойным (Тэсиминэ, Такуми Фудзивара, Кюдзо) и вспыльчивым (Рюсэй Датэ, Акира Юки) характерами. К тому же он является певцом и членом популярной группы сэйю Weiss, также в ней состоят Такэхито Коясу, Томокадзу Сэки и Хиро Юки. Кроме всего этого, Мики очень активен в сёнэн-ай драмах.

## Фильмография

### Роли в аниме
2003
- Air Master — Сигэо Комада
- Aquarian Age OVA — Рэй Алукард
- Di Gi Charat Nyo — Николь
- E’s Otherwise — Эдгар Хансон
- Haruka naru Toki no Naka de OVA-2 — Ёрихиса Минамото
- Kidou Shinsengumi Moeyo Ken OVA — Гэннай Хирага
- Lime-iro Senkitan — Синтаро Умакай
- Meitantei Loki: Ragnarok — Рюсукэ Ямино
- Scrapped Princess — Шеннон Касулл
- Yami to Boushi to Hon no Tabibito — Гаргантюа
- Submarine 707R — Артур Макбен
- Tantei Gakuen Q — Котаро Нанами
- «Железный миротворец» — Аога
- «Изгнанник» ТВ-1 — Муллин
- «Печальная песнь агнца» — Минасэ
- «Прочти или умри» ТВ — Ли Линхо (эп. 1-13)
- «Стальная тревога? Фумоффу» — Курц Вебер

2004
- «7 самураев» — Кюдзо
- Area 88 ТВ — Макото Синдзё
- Gakuen Alice — Персона
- Haruka naru Toki no Naka de ТВ — Ёрихиса Минамото
- Initial D Fourth Stage — Такуми Фудзивара
- Lime-iro Senkitan: Nankoku Yume Roman — Синтаро Умакай
- Mai-HiME — Ватару Исигами
- «Otogi Zoshi» — Мансайраку / Райко Минамото
- «Блич» ТВ — Кискэ Урахара
- «На земле и на небесах» — Боб Макихара
- «Приключения Джинга» OVA — Постино
- «Самурай Чамплу» — Моронобу Хисикава (эп. 5)

2005
- Air (фильм) — Кэйсукэ Татибана
- Black Cat — Крид Дискенс
- Haru wo Daiteita — Ёдзи Като
- IGPX: Immortal Grand Prix — Алекс Коннингхэм
- Kidou Shinsengumi Moeyo Ken — Гэннай Хирага
- Papa to Kiss in the Dark — Кёсукэ Мунаката
- Rean no Tsubasa — Котто-сирэй
- Saikano OVA — Тэцу
- Suki na Mono wa Suki Dakara Shouganai!! — Синъитиро Минато
- Super Robot Taisen: Original Generation - The Animation — Рюсэй Датэ
- Tenjou Tenge: Ultimate Fight — Боб Макихара
- The Law of Ueki — Мэттью
- Tsubasa: Reservoir Chronicle (сезон первый) — Тоя
- «Ателье „Paradise Kiss“» — Сэйдзи Кисараги (эп. 1, 6, 11, 12)
- «Покемон» (фильм восьмой) — Кодзиро (Джеймс)
- «Стальная тревога! Новый рейд» ТВ — Курц Вебер

2006
- Bleach: Memories of Nobody — Кискэ Урахара
- Fate/stay night — Асассин
- Gakuen Heaven — Юкихико Нарусэ
- Gintama ТВ-1 — Тацума Сакамото
- Haruka naru Toki no Naka de (фильм) — Ёрихиса Минамото
- Kiba — Робес
- Mai-Otome OVA-1 — Ваттару
- Pumpkin Scissors — Леонил Тейлор
- Senritsu no Mirage Pokemon — Кодзиро (Джеймс)
- Super Robot Taisen: OG Divine Wars — Рюсэй Датэ
- Tenpouibun Ayakashiayashi — Гэмбацу Эдо
- Tokyo Tribe 2 — Нкой
- Tsubasa: Reservoir Chronicle (сезон второй) — Тоя
- «Покемон» (фильм 9) — Кодзиро (Джеймс)
- «Стальная тревога! Новый рейд» OVA — Курц Вебер

2007
- Bleach: The DiamondDust Rebellion — Кискэ Урахара
- El Cazador — Хайнц Шнайдер
- Fuyu no Semi — Тома Кусака
- Koutetsu Sangokushi — Кокин Сюю
- Mobile Suit Gundam 00 (сезон первый) — Локон Стратос
- Reideen — Таро Маэдасаки
- Wangan Midnight — Тацуя Сима
- «Кулак Полярной звезды» OVA-1 — Рэй
- «Покемон» (фильм 10) — Кодзиро (Джеймс)
- «Смирительная рубашка» — Рейот Штейнберг

2008
- Bleach: Fade to Black — Кискэ Урахара
- Crystal Blaze — Сю
- Hatenkou Yuugi — Барокхид
- Initial D Extra Stage 2: Tabidachi no Green — Такуми Фудзивара
- Kurozuka — Арасияма
- Mobile Suit Gundam 00 (сезон второй) — Локон Стратос
- Moryo no Hako — Нориюки Масуока
- «Клинок бессмертного» — Сира
- «Кондитерская „Антиква“» — Юсукэ Оно
- «Покемон» (фильм 11) — Кодзиро (Джеймс)

2009
- Budda Saitan — Какунэн
- Fullmetal Alchemist: Brotherhood — Рой Мустанг
- Kobato. — Кадзуто Окиура
- Kuuchuu Buranko — Дзюнъити Хосияма (эп. 3)
- RideBack — Романов Каренбак
- Saint Seiya OVA-4 — Сион
- «Повелители терний» — Питер Стивенс
- «Покемон» (фильм 12) — Кодзиро (Джеймс)

2010
- Fate/stay night: Unlimited Blade Works — Асассин
- Gintama (фильм первый) — Тацума Сакамото
- Mobile Suit Gundam 00 (фильм) — Локон Стратос
- Pocket Monsters: Best Wishes — Кодзиро (Джеймс)
- The Betrayal Knows My Name — Татибана Гио
- «Покемон» (фильм 13) — Кодзиро (Джеймс)
- «Сказание о демонах сакуры» ТВ-1 и 2 — Тосидзо Хидзиката

2011
- No. 6 — Ё Мин
- Saint Seiya OVA-5 — Сион
- Towa no Quon 1: Utakata no Kaben — Камисиро
- Un-Go — Ринроку Кайсё
- «Стальной алхимик» (фильм второй) — Рой Мустанг

2012
- Ai no Kusabi OVA-2 — Катце
- Bakemonogatari — Дэйсю Кайки
- Code: Breaker — Хитоми
- Gintama ТВ-3 — Тацума Сакамото
- Holy Knight — Клифф
- Initial D Fifth Stage — Такуми Фудзивара
- Kuroko no Basuke ТВ-1 — Кагэтора Айда
- Natsu-iro Kiseki — отец Саки
- Pocket Monsters: Best Wishes Season 2 — Кодзиро (Джеймс)
- Robotics;Notes — Тосиюки Савада
- «Сказание о демонах сакуры» ТВ-3 — Тосидзо Хидзиката

2013
- Hakkenden: Touhou Hakken Ibun — Досэцу Инуяма
- Kill la Kill — Айкуро Микисуги

2016
- Dragon Ball Super — Замасу
- One Piece — Педро

2019
- Welcome to Demon School! Iruma-kun — Ари

2020
- A Whisker Away — Какинума
- Bungo and Alchemist — Кикути Кан

2021
- «Двуличный братик Урамити» — Юсао Фуродэ

2022
- Reincarnated as a Sword — мастер

2023
- Undead Girl Murder Farce — Шерлок Холмс

### OVA
- Алпина в Viper GTS
- Гаруда Айакос в Saint Seiya
- Джонни в Chrono Trigger
- Катан в Angel Sanctuary
- Като Ёдзи в Haru wo daiteita
- Кёсукэ Мунаката в Papa to Kiss in the Dark
- Хирума Ёйти в Eyeshield 21
- Энсуй в Saiyuki
- Рэйотт Штейнберг в Straight Jacket

### Компьютерные игры
- Акира Юки в Virtua Fighter (серия)
- Аладдин в Kingdom Hearts (серия)
- Аластор в Viewtiful Joe
- Блэйз Хитникс в Rockman X6
- Блэйд в Honkai: Star Rail
- Джайро Цеппели в JoJo’s Bizarre Adventure: All Star Battle и JoJo’s Bizarre Adventure: Eyes of Heaven
- Дзидзи в Rockman DASH 2 - Episode 2: Ōinaru Isan
- Кикути Кан в Bungo and Alchemist
- Крим в .hack//IMOQ
- Кухн в .hack//G.U.
- Леонид I в Fate/Grand Order
- Ли в Arknights
- Милхауст Селкик в Tales of Rebirth
- Нагарэ Намикава в Rival Schools (серия)
- Парацельс в Fate/Grand Order
- Принцесса Эония Тренсбаал в Galaxy Angel
- Рюсэй Датэ в Super Robot Wars
- Сагат в Street Fighter (серия)
- Сасаки Кодзиро в Fate/Grand Order
- Сефирот в Ehrgeiz (1998)
- Такуми Фудзивара в Initial D Special Stage
- Финн, сын Кулла в Fate/Grand Order
- Эриост в Growlanser, Growlanser II: The Sense of Justice
- Эш в Galerians: Ash
- Юя Нономура в Baldr Force EXE

### Дублированные роли
- Аладдин, «Аладдин» (сериал)
- Бивис, «Бивис и Баттхед»
- Артур Рембо, «Полное затмение»
- Джейсон Борн, «Идентификация Борна»
- Майкл Корвин, «Другой мир»
- Мэрилин Мэнсон, «Боулинг для школы Колумбайн»
- Роман Торчвик, RWBY